# Un cœur à prendre (livre)
 (janvier 2024).
Si vous disposez d'ouvrages ou d'articles de référence ou si vous connaissez des sites web de qualité traitant du thème abordé ici, merci de compléter l'article en donnant les références utiles à sa vérifiabilité et en les liant à la section « Notes et références ».
Pour l’article homonyme, voir Un cœur à prendre.
Un cœur à prendre est le septième tome de la série Journal d'un dégonflé. Il a été écrit et illustré par Jeff Kinney. Le livre, sorti en version originale le 13 novembre 2012, est publié en français le 6 février 2014.

## Janvier
Greg commence par parler de son enfance et des difficultés qu'il eues, au niveau de l'apprentissage. Sa mère n'a semble-t-il pas reproduit les mêmes erreurs avec son frère Manu. Un soir, alors que Susan veut instaurer une nuit familiale, l'oncle Gary sonne à la porte. Il a lancé une entreprise de t-shirts il y a quelque temps, mais celle-ci n'a pas marché. Il part donc vivre dans la famille de son frère Frank, mais il agace très vite tout le monde. Au collège, Greg apprend qu'il y aura un bal cette année. Fort heureusement pour lui, il évite d'être en couple avec Ruby Loiseau, une fille sauvage qui trouve en Freddy un partenaire idéal. Mais les trois autres garçons qui sont sans cavalière doivent alors faire équipe ensemble. Greg suggère également à Robert de faire partie du conseil d'administration, mais c'est un autre élève qui est élu.

## Février
Une bataille de papier toilette a lieu au collège. De plus, le conseil d'administration a prévu le bal le soir de la Saint Valentin. Comme une certaine Abigail est célibataire, Greg et Robert veulent tous les deux l'inviter pour le bal , mais Robert attrape la varicelle et Greg essaie de se débarrasser de lui. Le bal ne se passe pas comme prévu. Greg est effrayé quand il voit qu'Abigail a la varicelle et il s'enfuit. De plus, son oncle Gary a finalement trouvé un emploi de disc-jockey et le gymnase est réquisitionné en partie par un groupe de personnes âgées.
Il s'avère que ni Abigail ni Robert n'ont attrapé la varicelle. Ils forment un couple, au grand désespoir de Greg, qui se console en ayant attrapé la varicelle, ce qui lui permet de prendre des bains tout seul chez lui. Gary réussit à se refaire financièrement et à déménager.